# Centre Razoumkov
 (septembre 2013).
Si vous disposez d'ouvrages ou d'articles de référence ou si vous connaissez des sites web de qualité traitant du thème abordé ici, merci de compléter l'article en donnant les références utiles à sa vérifiabilité et en les liant à la section « Notes et références ».
Le centre Razoumkov (uk ukrainien : Центр Разумкова, en anglais : Razumkov Centre) est une organisation ukrainienne, qui effectue des recherches en milieu économique, social, en politique étrangère, l'administration de l'État, de l'énergie, sécurité nationale, internationale et régionale.
En 2004, lors du Forum économique international à Krynica-Zdrój, en Pologne, le Centre Razoumkov a reçu un des prix dans la catégorie « Organisation non gouvernementale de l'année en Europe centrale et orientale en 2004 ».